# فيلهلم فون بيزولد
جوهان فريدريش فيلهلم فون بيزولد (بالألمانية: Johann Friedrich Wilhelm von Bezold)‏ (21 يونيو، 1837 – 17 فبراير، 1907) فيزيائي ألماني وفكلي وخبير في الأرصاد الجوية، ولد في ميونيخ، مملكة بافاريا.
درس بيزولد الرياضيات والفيزياء في كلا من جامعة ميونخ وجامعة غوتنغن. قام بتدريس الأرصاد الجوية في جامعة ميونخ منذ عام 1861، وأصبح أستاذا في عام 1866. وفي نفس العام بدأ بالتدريس في جامعة ميونيخ التقنية. في عام 1875 عين عضوا في الأكاديمية البافرية للعلوم.

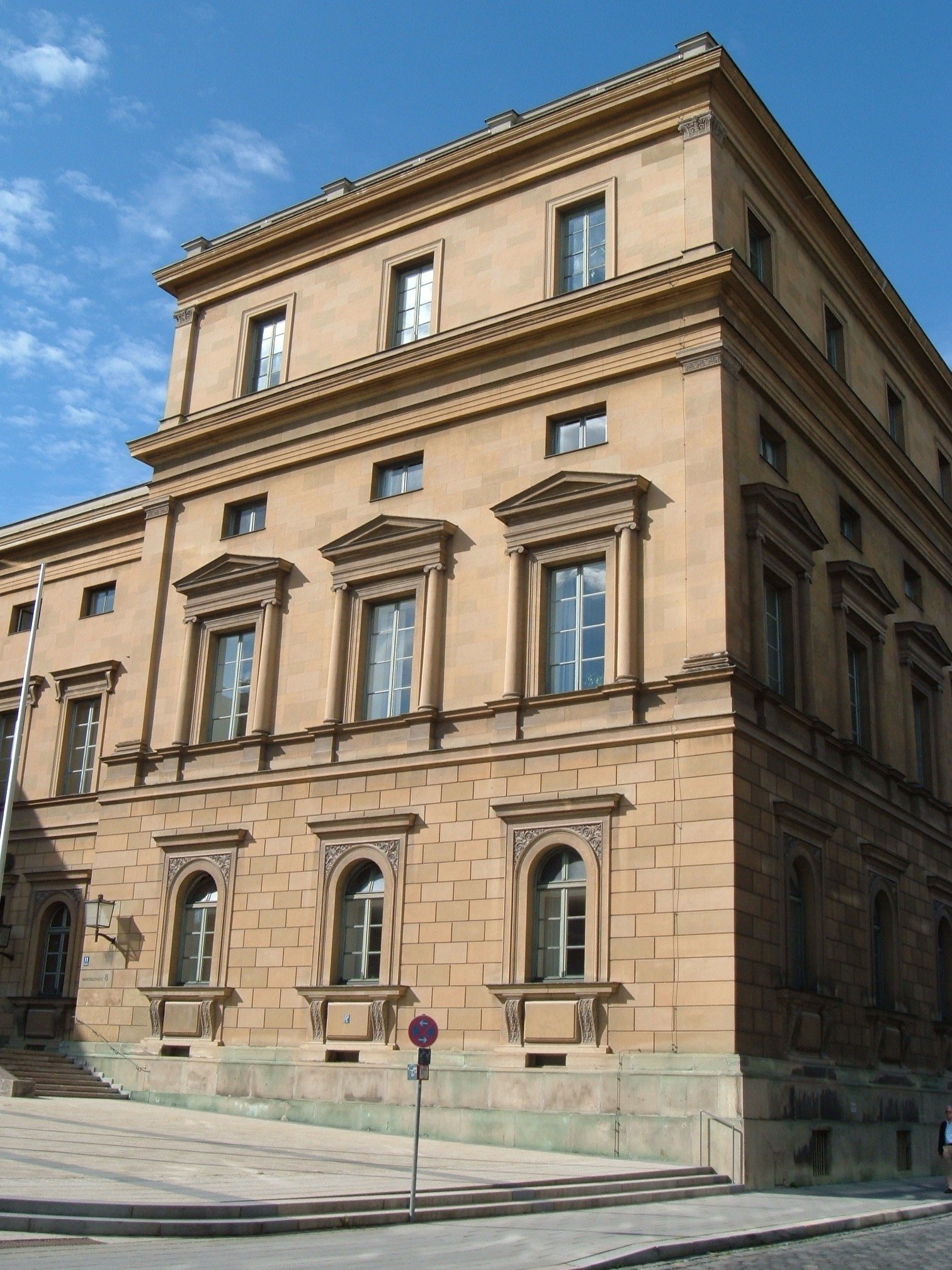
الأكاديمية البافرية للعلوم، ميونخ.

عين جوهان بيزولد مديرا لمعهد بروسيا للأرصاد الجوية في جامعة برلين في الفترة ما بين عام 1885 و عام 1907. اشتهر في هذه الفترة بإسهاماته في نظرية العواصف الكهربائية.

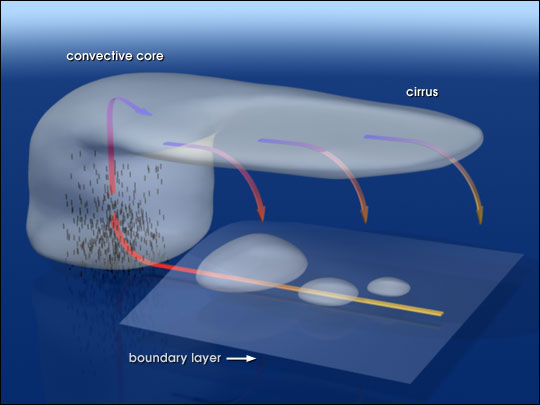
يكتسب الهواء رطوبة أثناء مروره بنظام حمل حراري ، ثم يتصاعد متمددا فيبرد ويتكثف.

يعتبر بيزولد من أوائل الباحثين عن الديناميكا الحرارية الجوية. كما إهتم بدراسة الهواء وتمدده، تكثيفه، تبريده. كما إهتم بدراسة الرواسب الموجودة في بخار الماء.
كانت أيحاث بيزولد عن الراوسب الموجودة ببخار الماء مفيده جدا لهاينريش هيرتز في محاولاته للتحليل الرياضي لموجات ماكسويل الكهرومغناطيسية.